# 柯克伍德 (加利福尼亞州蒂黑馬縣)
柯克伍德（英語：Kirkwood）是位於美國加利福尼亞州蒂黑馬縣的一個非建制地區。該地的面積和人口皆未知。

## 地理
柯克伍德的座標為39°51′39″N 122°09′43″W / 39.86083°N 122.16194°W，而該地的平均海拔高度為67米（即220英尺）。